# Sabay
Sabay，全名Sabay数字集团是一家總部位於柬埔寨金邊的電子遊戲公司，是當地第一家遊戲公司。

## 歷史
Sabay創始人應偉石是第三代柬埔寨華人，祖籍寧波。1998年應偉石開始創業，試過開盜版CD店、餐廳、咖啡廳等。2007年，應偉石決定投入互聯網行業，主力發展網絡遊戲業務。公司名為Sabay，在柬文中意思為「開心」。公司草創期只有四人，到2019年人數擴大到200人。
2007年的柬埔寨尚未普及互聯網，Sabay早期角色是互联网服务供应商，負責鋪設光纖等互聯網基礎設施。Sabay還自建支付平台，與當地網吧合作發展遊戲業務。2012年Sabay投資了柬埔寨第一家遊戲開發公司Osja工作室，工作室由Ear Uy創立並擔任首席執行官一職。2014年，公司在緬甸和新加坡開設分公司擴展業務。同年，Sabay在柬埔寨擁有300家網吧，網吧內只提供Sabay營運的遊戲。Sabay還有門戶網站、串流音樂和網絡直播業務，其中遊戲營收佔公司收入的九成。2017年，柬埔寨手機電信商Smart Axiata以150萬美元購入Sabay數位內容產業部門Sabay Digital Plus三成的股份，Sabay保留對遊戲業務的絕對控制權，門戶網站、支付平台、網絡廣告等業務將會與Smart Axiata合作。2018年8月，帶路資本購入Sabay四成股份，投資將用於加強Osja工作室的開發能力，還有協助公司開拓沙特阿拉伯遊戲市場。2022年4月，區塊鏈遊戲公司MetaOne與Sabay合作，在柬埔寨當地推出區塊鏈遊戲。